# Эриставство Ксани

карта

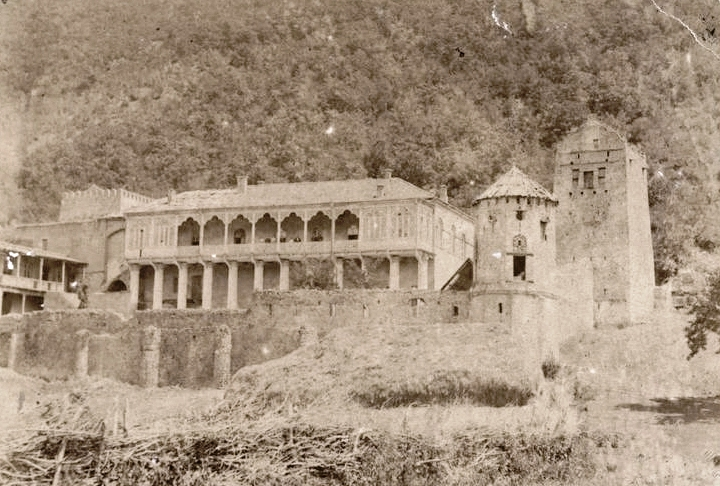
Дворец князей Эристовых-Ксанских в Ахалгори.

Эриставство Ксани (груз. ქსნის საერისთავო, кснис саэриставо) — историческая область и феодальное владение в исторической области Шида-Картли Картли-Кахетинского царства в ущельях рек Ксани, Лехура, Меджуда и Малая Лиахви.
До 1773 года этой пограничной областью управлял княжеский грузинский род Эристовых-Ксанских Последние сведения о существовании эриставства как автономной политической единицы относятся к 1800—1801 годам.

## Крепости и монастыри
- Ахалгори
- Квенипневи
- Ларгивиси
- Икорта
- Цирколи
- Сиата
- Похала
- Белоти
- Багини
- Бежантыкау

### Музеи
- Дворец-резиденция Ксанских Эриставов в Ленингоре (в Ахалгори)
- Монастырь в Ларгвисе

## Ксанские эриставы
- Цхрадзмисхеви (X—XIII века)
- Ларгвел Квенипневели, ксанский эристав
- Шалва I Квенипневели, сын эристава Ларгвела, ксанский эристав
- Виршел Квенипневели, сын эристава Шалвы I, ксанский эристав
- Шалва II Квенипневели, ксанский эристав 1460—1470 гг.
- Элизбар Квенипневели[вд], ксанский эристав
- Иесе I Квенипневели[вд], ксанский эристав 1624—1635 гг.
- Иесе II Квенипневели[вд], сын эристава Иесе I, ксанский эристав 1635—1642 гг.
- Шанше I Квенипневели[вд], сын Элизбара, ксанский эристав 1642—1653 гг.
- Шалва III Квенипневели[вд], сын эристава Иесе I, ксанский эристав 1653—1661 гг.
- Иесе III Квенипневели[вд], сын эристава Иесе II, ксанский эристав 1661—1675 гг.
- Давид Квенипневели[вд], сын эристава Шалвы, ксанский эристав 1675—1717 гг., сахлтухуцеси
- Шанше II Квенипневели, сын эристава Давида, ксанский эристав 1717—1753 гг.
- Юлон Багратиони, род. 1760, сын царя Ираклия II, ксанский эристав 1790—1801 гг., ум. 1816